# Sông Regen
Regen (phát âm tiếng Đức: [ˈʁeːɡən]; tiếng Séc: Řezná) là một con sông ở Bayern, Đức, và là một phụ lưu của sông Danube, chảy vào tại Regensburg. Nguồn của dòng sông ở ngọn Großer Regen ("Big Regen"), nằm ở rừng Bohemia thuộc lãnh thổ nước Cộng hòa Séc, gần Železná Ruda. Chỉ sau một vài km, sông này vượt qua biên giới ở Bayerisch Eisenstein. Tên này xuất phát từ tên Latin nhưng vẫn chưa biết được nghĩa của nó.
Tại Zwiesel, Großer Regen được nhập lại bởi Kleiner Regen ("Little Regen") lập thành Schwarzer Regen ("Black Regen"). Schwarzer Regen chạy qua Regen và Viechtach, và nhập với Weißer Regen ("White Regen") ở Kötzting. Sau đó con sông này được gọi là Regen. Chiều dài tổng cộng của nó kể từ nguồn là 169 kilômét (105 mi).
Thung lũng Regen lập thành thung lũng chính băng ngang qua Rừng Bayern; những thành phố dọc theo sông Regen là Cham và Regensburg.